# Себастјен Шабал
Себастјен Шабал (фр. Sébastien Chabal; 8. децембар 1976) бивши је француски рагбиста и један од најпознатијих рагбиста 21. века.

## Биографија
Висок 191 цм, тежак 113 кг, Шабал је у каријери играо за Бургоин, Сејл Шаркс, Расинг 92 и Олимпик Лион. За француску репрезентацију одиграо је 62 тест меча и постигао 6 есеја.